# 山口博史 (作曲家)
山口博史（やまぐち ひろし）は、日本の作曲家、音楽理論家。国立音楽大学教授、東京芸術大学講師。同名が別名義の漫画家は別人。2016年11月5日死去。ノエル・ギャロン賞受賞者。

## 人物
立教大学卒業後、1973年からパリ音楽院へ留学し、和声、フーガ、対位法の各クラスで首席となり、1980年に帰国。作曲はマリウス・コンスタン、ジャック・カステレードほかに師事している。1976年に、ノエル・ギャロン賞を受章。
1980年より国立音楽大学作曲科の教員を務める。後に教授となり、2014年度まで34年間の長きに渡り教鞭を執った。1981年より東京芸術大学ソルフェージュ科でも講師を務めた。
パリ音楽院が和声科などを廃止したのち、山口は理論書の執筆に着手。厳格対位法第2版パリ音楽院の方式による、バッハ様式によるコラール技法課題集と60の範例付き、フーガ書法パリ音楽院の方式による、を脱稿し、東京藝術大学の作曲科試験の教科書として今日音楽之友社から出版されている。
フーガ全般ではなく、パリ音楽院方式の＜学習フーガ＞について単独で公に発売されている著書を持つ日本の人物は、山口だけである。作品に「オルガンとピアノのための世界の中の私(2010)」などがある。
日本ソルフェージュ研究協議会に所属した。

## 主な作品
- 夏のトリオ～フルート、バソン、ピアノのための～（1995年）
- 協奏曲～フルート、バソン、ハープと弦楽合奏のための～（1999年）
- 世界の中の私～オルガンとピアノのために～（2008年）

## 著書
- 山口博史：『フーガ書法：パリ音楽院の様式による』（音楽之友社）
- 山口博史：『厳格対位法』（音楽之友社）
- 小鍛冶邦隆、林達也、山口博史共著：『バッハの様式によるコラール技法：課題集と60の範例つき』（音楽之友社）